# Finlands Svenska Folkdansring
Finlands Svenska Folkdansring (FSF) r.f. (förkortas Folkdansringen) är en paraplyorganisation för den ideellt verksamma svenskspråkiga folkdansrörelsen i Finland. Organisationen grundades 1931 och dess kansli ligger i Helsingfors.  
Finlands Svenska Folkdansring har till ändamål att på mångahanda sätt främja den traditionella finlandssvenska folkdansrörelsens verksamhetsbetingelser. Folkdansringens tonvikt är lagd på folkdans, folkmusik och folkdräkt. Denna målsättning kommer till uttryck genom kursverksamhet, publikationer och en årligt återkommande riksomfattande sammankomst, så kallad dansfest. Folkdansringen deltar också i den nordiska folkdans- och spelmansstämma (NORDLEK) som anordnas var tredje år växelvis i de olika nordiska länderna.
Förbundet ger ut medlemstidningen Folkdansaren som utkommer fyra gånger per år.

## Medlemmar
Finlands Svenska Folkdansring består av distrikt och föreningar som i sin tur är indelade i danslag. Den största delen av verksamheten sker i föreningarna. Medlemsantalet år 2018 var 700. Finlandssvenska barn och ungdomar under 17 år verkar inom juniorfolkdanslag.
Distrikten är:
- Östra Nylands Folkdansdistrikt r.f.
- Helsingfors Folkdansdistrikt r.f.
- Västra Nylands Folkdansdistrikt r.f.
- Åbolands Folkdansdistrikt r.f.
- Mellersta Österbottens Folkdansdistrikt r.f.
- Norra Österbottens Folkdansdistrikt r.f.

Direkt anslutna medlemmar är:
- Folkdansarna på Åland r.f.[1]

## Ordförande
Finlands Svenska Folkdansrings nuvarande (2023) ordförande är Johnny Sved.